# 1049

## Събития
- Обявено е примирие между Византийската империя и Селджукските турци.